# Flash Thompson
Pour les articles homonymes, voir Thompson.
Eugene ''Flash'' Thompson est un personnage de fiction, un super-héros appartenant à l'univers de Marvel Comics. Créé par Stan Lee et Steve Ditko, il est apparu pour la première fois dans Amazing Fantasy #15 en 1962.
D'abord personnage secondaire récurrent à ses débuts, utilisé pour le personnage Spider-Man, il est ensuite devenu un super-héros et possède sa propre série, sous l'identité de Venom depuis 2011. Il devient ainsi la troisième vraie incarnation du personnage après Eddie Brock et Marc Gargan, alias le Scorpion, sous le nom de Agent-Venom. Il deviendra par la suite le second Anti-Venom, sous le nom d'Agent-Anti-Venom.

## Biographie
Flash Thompson apparaît dès la première aventure de Spider-Man. 
Battu dans son enfance par un père alcoolique, il fréquentait le même lycée que Peter Parker, la Midtown High School, où il était le joueur de football américain le plus populaire. Sa petite amie, Liz Allen, avait quelques sentiments pour Peter et il n'eut cesse de se moquer de lui ou de le défier. À l'inverse, il était un des plus fervents admirateurs de Spider-Man pour lequel il créa même un fan club.
Flash a pris Peter Parker pour souffre-douleur jusqu'à ce qu'il se rende compte que ce dernier, secrètement Spider-Man, ne se laissait plus faire sur le plan physique.
Après le lycée, il intégra l'Empire State University, comme Peter. Peu à peu, il trouva Peter sympathique et ils devinrent amis. Ils fréquentaient la même bande dans laquelle on retrouve Gwen Stacy, Harry Osborn et Mary Jane Watson. Il abandonna vite ses études pour s'engager dans l'armée. 
Envoyé à l'étranger (à l'origine au Viêt Nam, mais cet événement fut retconé), il y rencontra la jeune Sha Shan dont il tomba amoureux. Il revint avec elle aux États-Unis et elle intégra son groupe d'amis.
Il se sépara de Sha Shan et sombra peu à peu dans la dépression et l'alcoolisme.
Après un accident de voiture, Norman Osborn lui offrit du travail avec le secret espoir de détruire sa foi en Spider-Man. Osborn manipula le jeune homme qui lui était devenu loyal, et l'utilisa pour tuer Parker. Dans la tentative, Flash fut gravement blessé et tomba dans un coma. Liz Allen Osborn devint son infirmière à plein temps, et Parker, se jugeant responsable de la tragédie, lui rendit visite régulièrement jusqu'à son réveil.
Remis sur pied, il devint professeur de sport à la Midtown High School, où Peter était professeur de sciences. Flash découvrit que Parker et Spider-Man ne faisaient qu'un à la suite d'un combat contre Mystério. Mais à la suite du story arc Brand New Day, il oublia tout comme tous les personnages de la série.

### Venom

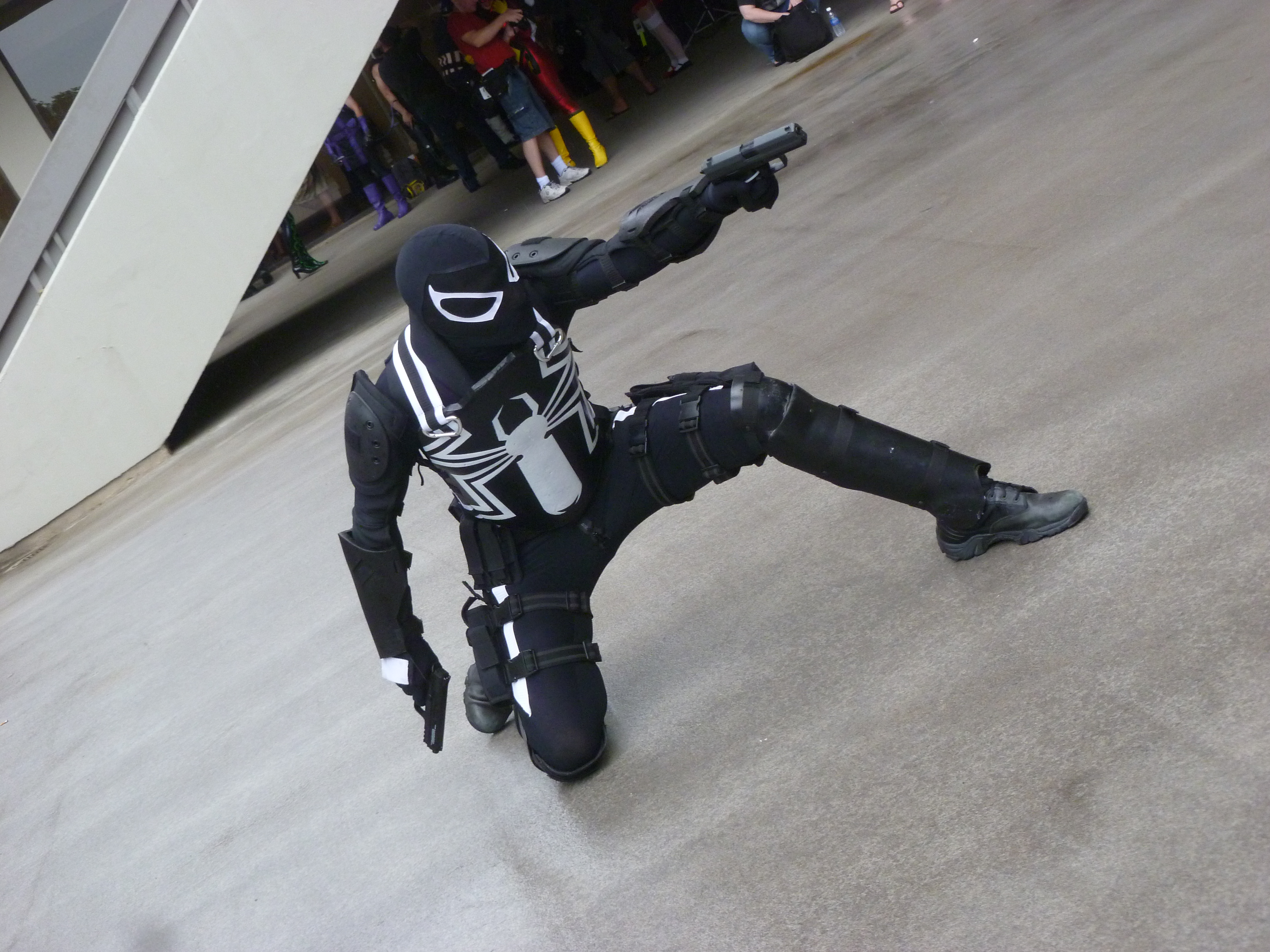
Cosplay de l'Agent Venom

Flash, tourmenté par les relations conflictuelles avec son père, sombra peu à peu dans l'alcoolisme, tout en effectuant des conférences pour les blessés de guerre.
Le gouvernement lui proposa de redevenir un soldat, équipé du symbiote Venom, reprit à Marc Gargan, alias le Scorpion. Il commença alors une double vie d'agent spécial envoyé dans des zones de guerre pour des missions secrètes, mentant à sa petite amie sur son travail.
Au cours de ses missions, il affronta un nouveau Jack O'Lantern et fut aussi la cible de Kraven le Chasseur sur la Terre Sauvage. Il arrêta aussi la Mouche humaine.
Durant le cross-over Spider-Island, il aida les héros à libérer l'île de Manhattan d'une invasion orchestrée par le Chacal et la Reine Araignée. Il livra aussi Anti-Venom à Red Richards. Durant cette période de confusion, le super-vilain Hijacker s'attaque avec un tank à de nombreuses banques et tue des citoyens. Flash est furieux de ne pas avoir pu les sauver, il perd le contrôle et tue Hijacker lorsqu'il lui met la main dessus.
Pourchassé par Captain America et le gouvernement qui souhaitait l'isoler, il se retrouva à Las Vegas, où il empêcha une invasion démoniaque menée par Blackheart, grâce à l'aide de X-23, le Hulk Rouge lancé à sa poursuite, et le nouvel hôte de l'esprit de la Vengeance.
Lorsque Carnage s'empara d'une petite ville du Colorado et asservit les Vengeurs venus le neutraliser, le gouvernement envoya l'Équipe Mercury et Venom pour les sauver. Carnage fut appréhendé et vaincu par Thompson. C'est cette mission qui influença Captain America et lui fit sélectionner le soldat pour faire partie de ses Vengeurs Secrets.
Par la suite, il accompagnera les Gardiens de la Galaxie sur une mission sur la planète Klyntar, la planète d'origine des symbiotes.

## Pouvoirs
- Eugène Thompson était un homme athlétique jusqu'à sa blessure de guerre. Il a été amputé sous les genoux et se déplace normalement en fauteuil roulant lorsqu'il est en civil.
- Ancien soldat, il a été formé à l'art du combat et sait utiliser des armes de tir.
- Il possède le symbiote Venom, qu'il ne peut utiliser plus de 48h, après quoi la créature (probablement contre son propre gré aussi, car il est montré que Flash est pour elle un hôte idéal) prend le contrôle. Un tel événement déclenche alors une folie meurtrière, et la créature enragée est dure à maîtriser.
- Le symbiote recouvre son porteur d'une couche résistante aux impacts comme des tirs de balles et développe des jambes aux moignons. Il possède les caractéristiques habituelles de Venom (excroissances tranchantes, crocs, sécrétion d'une matière dure comme l'acier, proche de la soie d'araignée....). Son apparence laisse transparaître des protections d'armures telles des épaulettes ou un plastron. Son apparence sous cette forme n'est pas monstrueuse en temps normal contrairement celle avec Eddie Brock et Gargan, mais le devient lorsqu'il perd le contrôle ou lorsqu'il est en colère.
- En tant qu'Agent-Anti-Venom, à la suite de l’acquisition du symbiote Anti-Venom d'Eddie, ses pouvoirs et son apparence restent exactement les mêmes, si ce n'est le changement de couleurs, la capacité de nuire aux autres symbiotes et enfin, vu que le symbiote Anti-Venom n'est pas vivant en soi, Flash a le plein contrôle sur ce dernier.

## Apparitions dans d'autres médias

### Films
Interprété par Joe Manganiello
- 2002 : Spider-Man réalisé par Sam Raimi – Flash harcèle Peter Parker et Harry Osborn, et est le petit ami de Mary Jane Watson. Lorsque Peter découvre ses pouvoirs, Flash est le premier à les subir lorsqu'il tente de battre Peter devant toute l'école, combat que celui-ci remporte avec facilité.  Mary Jane rompt avec lui après la cérémonie de remise des diplômes.
- 2007 : Spider-Man 3 réalisé par Sam Raimi – Flash apparaît très brièvement dans le troisième film, où il est présent à l'enterrement de Harry Osborn.

Interprété par Chris Zylka
- 2012 : The Amazing Spider-Man réalisé par Marc Webb – Comme dans le comics, Flash est un élève populaire harcelant des étudiants nerds tel que Peter Parker. Il est aussi capitaine de l'équipe de basketball du lycée. Quand Peter finit par acquérir ses pouvoirs d'homme-araignée, il humilie Flash lors d'un match de basket. Plus tard, Flash se montre sympathique et compatissant envers Peter lorsque l'oncle de celui-ci est assassiné. À la fin du film, bien que continuant d'appeler Peter par son nom de famille, il semble entrer en de bons termes avec lui. Il devient par la même occasion un grand admirateur de Spider-Man.

Interprété par Tony Revolori dans l'Univers cinématographique Marvel
- 2017 : Spider-Man : Homecoming réalisé par Jon Watts - Dans ce film, il est assez différent de sa version comics. Moins imposant physiquement, membre du club de sciences et non pas de l'équipe de basketball, il apparaît plutôt comme un enfant gâté, issu d'une famille aisée et vantard. Il passe son temps à se moquer de Peter sans être violent physiquement et ne semble pas aussi populaire que son homonyme du comics, les autres élèves relevant souvent son côté ridicule. Peter, sous le costume de Spider-Man, lui " volera " sa voiture afin de poursuivre Le Vautour. La voiture finira en miettes.
- 2019 : Spider-Man: Far From Home réalisé par Jon Watts - Devenu un grand fan de Spider-Man, il participe aux côtés de Peter et des élèves de leur classe à un voyage à travers l'Europe. Contrairement aux autres et par fidélité envers son idole, il ne se montre que très peu impressionné par la nouvelle coqueluche Mystério. Il est toujours très moqueur envers Peter. Actif sur les réseaux sociaux, ses lives permettront à Spider-Man et Happy Hogan de retrouver sa trace et celle de leurs amis à Londres. Pris pour cibles par les drones tueurs de Mystério aux côtés d'Happy, MJ, Ned et Betty, il s'en sortira finalement indemne.
- 2021 : Spider-Man: No Way Home réalisé par Jon Watts - Désormais teint en blond, Flash apprend comme le reste du monde l'identité secrète de Spider-Man. Il profite de l'événement pour attirer l'attention sur soi, se faisant passer pour le meilleur ami de Peter et utilisant ce mensonge pour vendre son autobiographie. Contrairement à Peter, Ned et MJ, il est accepté au MIT et aidera plus tard Peter à avoir un contact au sein de l'administration afin que celui-ci puisse contester leur refus. Il est probable qu'il oublie, à l'instar de toute l'humanité, l'identité de Peter après le sortilège d'oubli du Docteur Strange.

### Télévision
- depuis 2012 : Ultimate Spider-Man (série d'animation)

### Jeu vidéo
- 2014 : Une figurine de Venom est sortie dans Disney Infinity 2.0.
- 2017 : Il apparaît comme personnage jouable dans LEGO Marvel Super Heroes 2.
- 2018 : Il est ami avec Peter Parker. Il a rejoint l'armée est il mentionné par Peter Parker lorsqu'il voit une affiche au F.E.A.S.T ou il aide d'anciens vétérans. Marvel's Spider-Man

### Sources
- Encyclopédie Marvel, Spider-Man de A à Z, Marvel France/Panini France S.A., 2004